# Aunay-sur-Odon
Aunay-sur-Odon je naselje in občina v severozahodnem francoskem departmaju Calvados regije Normandija. Leta 2008 je naselje imelo 2.949 prebivalcev.

## Geografija
Kraj se nahaja v pokrajini Bessin (Normandija) ob reki Odon, 30 km jugozahodno od samega središča regije Caena.

## Uprava
Aunay-sur-Odon je sedež istoimenskega kantona, v katerega so poleg njegove vključene še občine Bauquay, La Bigne, Brémoy, Cahagnes, Coulvain, Dampierre, Danvou-la-Ferrière, Jurques, Les Loges, Le Mesnil-Auzouf, Ondefontaine, Le Plessis-Grimoult, Roucamps, Saint-Georges-d'Aunay, Saint-Jean-des-Essartiers in Saint-Pierre-du-Fresne z 8.563 prebivalci.
Kanton Aunay-sur-Odon je sestavni del okrožja Vire.

## Zanimivosti
- ostanki cistercijanske opatije iz 12. stoletja;

## Pobratena mesta
- Holsworthy (Anglija, Združeno kraljestvo),
- Mömbris (Bavarska, Nemčija).